# L'Amour toujours II
L'Amour toujours II est un album de Gigi d'Agostino sorti en 2005. Il fait suite à l'album L'Amour toujours,.

## Liste des titres

### CD 1
1. Welcome to Paradise (Gigi D'Agostino's Way)
2. Angel (Gigi D'Agostino's Way)
3. Total Care (Vision 2)
4. Wellfare (Elettro Gigi Dag)
5. The Rain (Gigi D'Agostino's Way)
6. Together in a Dream (Elettro Gigi Dag)
7. Goodnight (Gigi D'Agostino's Way)
8. I wonder Why (Vision 5)
9. Sonata (Gigi And Luca Trip)
10. Complex
11. Silence (to Comprehend The Conditionning)
12. Nothing Else
13. On Eagle's Wings
14. L'Amour toujours (I Wish Real Peace)
15. Another Way (in Spiaggia al Tramonto)

### CD 2
1. Canto do mar (Gigi D'Agostino Pescatore Mix)
2. Summer of Energy (Viaggio Mix)
3. Marcetta
4. Percorrendo (Gigi's Impression)
5. Gigi's Way (Andando Altrove)
6. Tangology
7. Momento contento
8. Dance'n Roll
9. Paura e Nobilta (Ribadisco Mix)
10. Bolero
11. Angel (Elettro Gigi Dag)
12. The Rain (Vision 3)
13. Total Care (Elettro Gigi Dag)
14. Imagine (Gigi D'Agostino's Way)
15. Toccando le nuvole (Gigi's Impression)